# Собор Святого Креста и Святой Евлалии
Собор Святого Креста и Святой Евлалии (исп. La Catedral de la Santa Cruz y Santa Eulalia) — католический кафедральный собор в Барселоне. Также известен как собор Святой Евлалии и Барселонский собор. Посвящён Святому Кресту и Святой Евлалии Барселонской, одной из покровительниц города. Расположен в Готическом квартале.
Именно данный собор, а не, вопреки распространённому мнению, Саграда-Фамилия, является резиденцией архиепископа Барселонского и главным собором Барселоны.
Строительство продолжалось с 1298 года по 1420 год над криптой бывшей вестготской часовни. Собор построен в готическом стиле, позже были внесены элементы неоготики. Внутри собора расположен внутренний дворик, открытый для посетителей. Здесь в одной из часовен живут белые гуси. Белизна птиц символизирует чистоту Святой Евлалии. Евлалии было всего 13 лет, когда она приняла мученическую смерть от рук язычников, потому и гусей тут ровно тринадцать. В другой части собора расположен алтарь, посвящённый Святому Северу, современнику Святой Евлалии, также убитому гонителями христиан.
Размеры здания собора — 93 м на 40 м. Высота восьмиугольной часовой башни около 50 м, а высота шпиля центральной башни — 70 метров.
12 августа 1867 года папа Пий IX присвоил собору звание Малой папской базилики.